# ميلوس مانويلوفيتش
ميلوس مانويلوفيتش هو لاعب كرة قدم صربي في مركز الهجوم، ولد في 25 أكتوبر 1997 في Šid ‏ في صربيا. شارك مع منتخب صربيا تحت 17 سنة لكرة القدم. أما مع النوادي، فقد لعب مع سبارتاك سوبتيتسا.

## وصلات خارجية
- ميلوس مانويلوفيتش على موقع قاعدة بيانات كرة القدم.إي يو (الإنجليزية)
- ميلوس مانويلوفيتش على موقع Soccerway.com (الإنجليزية)